# Рамљани
Рамљани су насељено мјесто у Лици. Припадају граду Оточцу, Личко-сењска жупанија, Република Хрватска.

## Географија
Рамљани су удаљени око 19 км југоисточно од Оточца. У близини насеља пролази Личка пруга.

## Култура

### Говор
Становници углавном говоре чакавским нарјечјем, као и остала насеља с претежно католичким становништвом Гацке долине.

## Становништво
Према попису из 1991. године, насеље Рамљани је имало 368 становника. Према попису становништва из 2001. године, Рамљани су имали 212 становника. Рамљани су према попису становништва из 2011. године, имали 167 становника.
| Демографија | Демографија | Демографија |
| Година      | Становника  | Становника  |
| ----------- | ----------- | ----------- |
| 1971.       | 637         |             |
| 1981.       | 499         |             |
| 1991.       | 368         |             |
| 2001.       | 212         |             |
| 2011.       |             | 167         |

## Попис 1991.
На попису становништва 1991. године, насељено место Рамљани је имало 368 становника, следећег националног састава:
| Попис 1991.‍ | Попис 1991.‍ | Попис 1991.‍ | Попис 1991.‍ | Попис 1991.‍ |
| ----------- | ----------- | ----------- | ----------- | ----------- |
|             |             |             |             |             |
| Хрвати      | Хрвати      |             | 362         | 98,36%      |
| Срби        | Срби        |             | 1           | 0,27%       |
| непознато   | непознато   |             | 5           | 1,35%       |
| укупно: 368 |             |             |             |             |